# 田口公平
田口 公平（たぐち こうへい）は、宝島社から刊行されている海堂尊の小説のシリーズ『田口・白鳥シリーズ』の主人公。またシリーズ以外の海堂作品にも登場している。

## 登場作品
- 田口・白鳥シリーズ
  - チーム・バチスタの栄光（2006年2月）
  - ナイチンゲールの沈黙（2006年10月）
  - ジェネラル・ルージュの凱旋（2007年4月）
  - イノセント・ゲリラの祝祭（2008年11月）
  - アリアドネの弾丸（2010年9月）
  - ケルベロスの肖像（2012年7月）
  - カレイドスコープの箱庭（2014年3月）
- 田口・白鳥シリーズ コロナ三部作
  - コロナ黙示録（2020年7月）
  - コロナ狂騒録（2021年9月）
  - コロナ漂流録（2023年4月）
- 田口・白鳥シリーズ スピンオフ
  - ジェネラル・ルージュの伝説（2009年2月）
  - 玉村警部補の災難（2012年2月）
  - 氷獄（2019年7月）
- ブラックペアンシリーズ
  - ひかりの剣（2008年8月）
  - ブラックペアン1988（2007年9月）
- その他
  - 螺鈿迷宮（2007年11月）
  - 輝天炎上（2013年1月）
  - モルフェウスの領域（2010年12月）
  - アクアマリンの神殿（2014年6月）

## 人物
東城大学医学部付属病院神経内科学教室の講師及び不定愁訴外来の責任者で、そのせいもあり院内の通称は、田口の名前を捩って「愚痴外来」と呼ばれている。「バチスタ・スキャンダル」での一件を機にリスクマネジメント委員会委員長及び電子カルテ導入委員会委員長も務める。
普段は専任看護師の藤原真琴と共に、愚痴外来の業務で通院する患者の愚痴を聞く仕事をしているが、高階病院長に厄介事を頼まれ何かと面倒事に巻き込まれている。また、その問題に関わった際は、事件関係者の声を「聞き遂げる」ことを担っている。
性格は無欲恬淡で、退屈を強いられることが苦手で面倒事を好まない昼行灯なタイプだが、病院内での立ち回り方も心得ている。出世欲は皆無で、寧ろ煩わしく感じている。職業上他科では対処に困る患者を扱うことに長けており、『イノセント・ゲリラの祝祭』ではモンスターペイシェントを対処するようになった。また人には言わないが戦車好きであり、『ケルベロスの肖像』では東堂文昭の思い付いた「『リヴァイアサン』の戦車による輸送」計画に困惑しながらも嬉しさも感じていたものの、その後「一日士官として戦車搭乗しパレードに出る」というPR任務をする羽目になってしまっている。　
周囲からはシャネルとグッチ（正確にはエルメスとグッチ）を間違えたとして「グッチー」、学生時代の同期からは「行灯」とも呼ばれている。
調査や外来などで相手と話す際、個人的趣味も兼ねて相手の名前の由来を尋ねている。白鳥からは「パッシヴ・フェーズ（受動的聞き取り調査）」能力が高いと評されている。また『チーム・バチスタの栄光』では白鳥に強引に「アクティヴ・フェーズ」を叩き込まれており、白鳥程に多用しないが「アクティヴ・フェーズ」を用いる場面もある。
東城大学医学部付属病院の救命救急センター部長の速水晃一と放射線科准教授の島津吾郎は医学生時代の同期で、房総救命救急センターの病理医の彦根新吾は後輩の間柄で麻雀仲間。かつて高階病院長に卒業試験に温情を掛けてもらったことがあるが、追試験をさぼったことが負い目になり高階には頭が上がらない。また、碧翠院桜宮病院の副院長で東城大学医学部付属病院に研修に来ていた桜宮すみれとは、何らかの関係があった模様。

### 医学生〜研修医時代
学生時代はサボり魔で、現在愚痴外来の部屋となった当時の病院の設計ミスで生じた空間を発見している。
本来、外科体質を自負しているが学生時代の手術見学で血しぶきを浴びて卒倒した経験から血が苦手となり（『ブラックペアン1988』）、それ以来手術室から遠ざかるために神経内科に入局。研修医時代は先輩の動物実験を手伝い、その実験をした先輩がマウスを犠牲にしたのに論文を執筆しないまま就職したのを機に研究から遠ざかり、医局の臨床を一手に引き受け当直の肩代わりも行っていたため先輩医師に重宝されていた。連続1か月間も当直を担当した記録を保持している。お菓子を頂きながらお年寄りの話を聞いていたことから、当時神経内科が12階にあったことも捩り「天窓のお地蔵様」と呼ばれていた。

## 軌跡
『チーム・バチスタの栄光』より6年前に実質的に唯一臨床をメインに仕事をしていた経験から講師に任命される。その3年後に入局し、講師の座を狙う現医局長の兵藤が仕掛けた院内抗争をきっかけに愚痴外来の責任者となる。以降、専任看護師の藤原と外来の業務をこなしながら病院内の事象をやり過ごしていたが、術中死が相次ぐ「チーム・バチスタ」の調査を高階病院長から命じられ、白鳥と共に「バチスタ・スキャンダル」を解決。後処理としての記者会見で場を丸く収めたことで、高階にリスクマネジメント委員会委員長及び電子カルテ導入委員会委員長に任命される。
その9ヶ月後、小児科の猫田看護師長の目論見で主に網膜芽種（レティノブラストーマ）を患う子供達のメンタルケアのため、小児科患者限定の愚痴外来を開くことになり、その患者の父親が惨殺された事件に関わることになった。その一方では、リスクマネジメント委員会宛てに届いた速水晃一が収賄を行っているという告発文を受け取り、速水の潔白ひいては速水を病院から追い出さないために奔走した（『ナイチンゲールの沈黙』、『ジェネラル・ルージュの凱旋』）。『螺鈿迷宮』には僅かな登場であるものの碧翠院桜宮病院から送られてきた末期患者の不定愁訴を担当した。
2007年には、白鳥からの依頼で医療事故を中立的に調査する組織のモデル事業の会議に出席するため霞ヶ関に赴くが、そこで2度も死体を発見し監察医制度に纏わるトラブルに巻き込まれ、白鳥と加納に救われる（『東京都二十三区内外殺人事件』）。そして医療事故調査委員会にオートプシー・イメージング（Ai）を導入しようとする白鳥の目論見で、モデル事業の会議から発展した「医療事故調査委員会創設検討会」のメンバーに選ばれた（『イノセント・ゲリラの祝祭』）。
2009年、高階病院長に東城大学に立ち上げられるエーアイセンターのセンター長に任命され、エーアイが司法の手に渡るのを防ぐために、エーアイセンター副センター長に彦根を、オブザーバーに白鳥を要請する。その後、東城大学で起きた不審死事件と拳銃射殺事件に遭遇し、白鳥達と共に解決に当たった（『アリアドネの弾丸』）。その後Aiセンターが完成するも、脅迫状が届いたことを切っ掛けに各種調査を開始（この時『螺鈿迷宮』での事件の詳細を知り、天馬大吉と対面し彼を「Aiセンター運用連絡会議」のオブザーバーとしている）。最終的にAiセンターが高性能MRI「リヴァイアサン」ごと焼失した『ケルベロス・デザスター』による病院の存続危機に際し、高階病院長から「病院再建に際しての病院長代行」を依頼され引き受けると同時に、辞職しようとしていた高階病院長を「再建のために必要な人材」として慰留（『ケルベロスの肖像』）。その後は職務こそ変わらぬものの一時病院長代行になりかけたため神経内科学教室准教授に昇進している（『カレイドスコープの箱庭』）。
2015年、高階病院長から紹介された日比野涼子の依頼で、かつてメンタルケアをしていた佐々木アツシのコールドスリープからの覚醒作業後のメンタルケアをする。その後、院長命令でコールドスリープに関する論文作成に取り組む（『モルフェウスの領域』）。
2022年を舞台にした『医学のたまご』では東城大学医学部教授となっている。
上記のように田口自身が望まぬ出世の道を歩んだことから、本人の意思に反して周囲から羨望と反感の目で見られるとともに、事件に関わった際のエピソードに過度の尾ひれがついたため畏怖される存在に祭り上げられている。また高階病院長の依頼で動くことが殆どのため、『ケルベロスの肖像』終盤ではある人物から（高階病院長の）「優柔不断な懐刀」と揶揄されている。

## メディア別の人物像・演じた俳優

### 映画 （TBS・東宝）
- チーム・バチスタの栄光[1]
- ジェネラル・ルージュの凱旋[2]

演：竹内結子
性別が女性に変更されており、名前は「田口公子」となっている。診療科は心療内科に変更されている。
心療内科にある不定愁訴外来の責任者。素直で人が好く、のんびりした話し方をするが、無礼な白鳥に対してだけは毒舌になることもある。病院内にあるソフトボールのチームに所属し、そこではピッチャーを務める。田口の投げたボールは何度か（結果的にではあるが）グランドのスタンドを破壊している。たまに手帳や書類に落書き程度の絵を描くことがある。
外来では多くの患者から好かれているものの、病院長に任された調査の仕事では調査対象の面々に見下されるような態度を取られ、「この仕事は自分には向いていない」と心の底から感じている。それでも地道ながら真摯に取り組み、結果的には調査対象からも信頼を得ている。チーム・バチスタ事件の解決後は、「エシックス・コミティ（倫理問題審査委員会）」の委員長を務めた。
原作同様、血が苦手。研修医時代の救命救急センターでの研修では速水が指導医だった。

### テレビドラマ・映画（関西テレビ・東宝）
- 「チーム・バチスタシリーズ」
  - 「チーム・バチスタの栄光」
  - 「チーム・バチスタ第2弾 ナイチンゲールの沈黙」
  - 「チーム・バチスタ2 ジェネラル・ルージュの凱旋」
  - 「チーム・バチスタ3 アリアドネの弾丸」
  - 「チーム・バチスタ4 螺鈿迷宮」
  - 「チーム・バチスタFINAL ケルベロスの肖像」

演：伊藤淳史
年齢が28〜33歳ごろに変更されている。診療科はTBS版と同じく心療内科となっている。特別愁訴外来（通称：愚痴外来）の責任者。自他共に認める愚痴聞きのプロだが、逆に言うとそれしか出来ないという認識を持たれていて、本人も「僕には話を聞くことくらいしか出来ないけれど」といったニュアンスの言葉を度々口にする。出世には興味が無く、1作目では派閥争いなど縁の無い世界だとすら思い、『Dr.コトー診療所』のような離島暮らしに憧れを抱いていた。
非常に心根が優しく純粋な性格。愚直なうえに鈍臭いので見下されることも多々あるが、真摯に物事に取り組む姿勢や相手を思いやる優しさを持っているため、次第に相手の心をとかしていく。1作目当時はお人好しが行き過ぎて他者を疑うことが全くできず、現実から目を背けていた節さえあったが、白鳥の厳しい指摘と糾弾を受けてそれが間違っていることに気付く。また、調査対象の面々が心に抱えるものを何とかしたいという思いと、患者を救いたい思いから、徐々に成長。現実を直視できるようになる。以後は相手の「心」を信じながらも、必要に応じて「罪」は疑うというスタンスになった。シリーズが進むにつれて相手を受け止めるその度量が大きくなっている。
白鳥とはあらゆる点で正反対であり、互いの欠けた部分を補い合うようになっている。聞き取り調査においては、二人で役割を分担する。白鳥の横暴さにはいつも振り回されて辟易しているが、彼の人となりを知ってからはコンビを組まされることを嫌がらなくなった。目の前の打開を白鳥に任せる一方で、様々なものを抱える白鳥の心を支えている。
原作同様に血が苦手。これにより外科医を諦めた過去がある。家族構成は祖父と二人の妹。両親は亡くなっている。チーム・バチスタの一員である酒井、救命医の和泉とは大学時代の同期。背が低いことをいじられるのを嫌がる。好物はチーズケーキ。

### テレビドラマ（TBS）
- ブラックペアン
- ブラックペアン シーズン2

演：森田甘路